# ヤロミール・ブラジェク
ヤロミール・ブラジェク（Jaromír Blažek , 1972年12月29日 - ）は、チェコ出身の元サッカー選手。現役時代のポジションはGK。名字に関してはブラゼク表記もある。

## 経歴
1990年、SKスラヴィア・プラハでデビュー。以後、ガンブリヌス・リーガのクラブを渡り歩き、6度のリーグ優勝を経験した。
2007年、34歳にして初の国外移籍を決断、ドイツ・ブンデスリーガのニュルンベルクに入団した。しかしながら、チームの降格に伴いACスパルタ・プラハに復帰した。2012年より、FCヴィソチナ・イフラヴァに加入した。
チェコ代表では3度のUEFA欧州選手権（2000年・2004年・2008年）、および2006年に開催された2006 FIFAワールドカップにも招集されたが、EURO 2000ではパヴェル・スルニチェクの、EURO 2004以降はペトル・チェフの控えであった。唯一の出場機会はEURO 2004のグループリーグ第3戦のドイツ戦で、この時はチームが2連勝で決勝トーナメントに進出したため、この試合は控え選手主体で臨んだ事で出番が回ってきた。

## 所属クラブ
- SKスラヴィア・プラハ 1990-1992
- SKディナモ・チェスケー・ブジェヨヴィツェ 1992-1993
- FKヴィクトリア・ジジコフ 1993-1994
- FCボヘミアンズ・プラハ 1994-1995
- SKスラヴィア・プラハ 1995-1996
- FCボヘミアンズ・プラハ 1996-1999
- ACスパルタ・プラハ 1999-2007

→ FKマリラ・プシーブラム 2001-2002 (loan)
- 1.FCニュルンベルク 2007-2008
- ACスパルタ・プラハ 2008-2012
- FCヴィソチナ・イフラヴァ 2012-2015

## 代表歴

### 出場大会
- チェコ代表
  - 2006 FIFAワールドカップ

### 試合数
- 国際Aマッチ 15試合 0得点（2000年-2008年）[1]

| チェコ代表 | 国際Aマッチ | 国際Aマッチ |
| 年         | 出場        | 得点        |
| ---------- | ----------- | ----------- |
| 2000       | 2           | 0           |
| 2001       | 0           | 0           |
| 2002       | 0           | 0           |
| 2003       | 2           | 0           |
| 2004       | 4           | 0           |
| 2005       | 2           | 0           |
| 2006       | 2           | 0           |
| 2007       | 1           | 0           |
| 2008       | 2           | 0           |
| 通算       | 15          | 0           |